# Mindshare
Mindshare (Майндшер) — британське міжнародне агентство маркетингових комунікацій. Засноване 1996 року. Головний офіс знаходиться в Лондоні. Належить групі компанії WPP.
Агентство має близько 6 000 співробітників у 82 країнах.
Послуги:
- планування та розміщення рекламних кампаній на всіх видах носіїв;
- проведення медійних досліджень;
- консалтингові послуги у сфері планування комунікації маркетингу.

Наприклад, у Росії агентство розробляло рекламні кампанії для продукції таких брендів як Ford, Oriflame, Motorola, Unilever, Kraft Foods і Nike.